# Kriengsak Kovitvanit
Francis Xavier Kriengsak Kovitvanit (Bang Rak, 1949. június 27. –) thaiföldi római katolikus pap, a Bangkoki főegyházmegye nyugalmazott érseke, bíboros.

## Életrajz
Kriengsak Kovitvanij 1949. június 27-én született Bangkokban, kínai szülők gyermekeként. A Sam Phranban lévő Szent József Kisszemináriumba lépett be. 1970-től 1976-ig a római Pápai Urbaniana Egyetemen tanult filozófiát és teológiát. 1976. július 11-én szentelték pappá. Először a Ban Pan-i Mária születése templomban, majd a Koh Yai-i Epifánia templomban kapott segédlelkészi megbízatást (1977-1979). 1979 és 1981 között a Sam Phranban lévő Szent Jószef Kisszeminárium rektorhelyettese volt. 1982-től 1983-ig a római Gregoriana Pápai Egyetemre járt, hogy spirituális teológiára szakosodjon.
1983-tól 1989-ig a nakhonratcsaszimai Szent Család Középszintű Szeminárium rektora volt, majd 1993-ig a Thaiföldi Katolikus Püspöki Konferencia titkár-helyettese, 1992-től pedig a Sam Phran-i Lux Mundi Nemzeti Szeminárium rektora. 2000-ben a Hua Take-i Lourdes-i Miasszonyunk templom plébánosa lett, 2001-től pedig a Sam Phran-i nagyszeminárium speciális előadója. 2003-tól püspöki kinevezéséig a Nagyboldogasszony-székesegyház plébánosa és a Bangkoki főegyházmegye papi tanácsának titkára volt.

### Püspöki pályafutása
XVI. Benedek pápa 2007. március 7-én kinevezte a Nakhonszavani egyházmegye püspökévé, amely 2005 óta betöltetlen volt, amikor elődjét, Louis Chamniern Santisukniramot a Tharei és Nonsengi főegyházmegye érsekévé nevezték ki. Június 2-án szentelte fel Michael Michai Kitbunchu bíboros, akinek 2009. május 14-én lett utódja a Bangkoki főegyházmegye érsekeként. Kovitvanit 2009. augusztus 16-án iktatták be hivatalába.
2015. január 4-én bejelentették, hogy Ferenc pápa bíborossá kívánja kreálni. A 2015. február 14-i konzisztóriumon bíborossá kreálták és címtemplomául a Santa Maria Addolorata-templomot jelölték ki.
2015 áprilisában kinevezték a Népek Evangelizálása Kongregáció és a Tömegkommunikáció Pápai Tanácsa tagjává.
2009 és 2015 között a Thaiföldi Püspöki Konferencia alelnöke, 2015 és 2021 között pedig elnöke volt.
Ferenc pápa 2024. június 27-én – az érsek 75. születésnapján – elfogadta lemondását a Bangkoki főegyházmegye vezetéséről.